# Шавія
Шавія, шавійя (фр. Chaouia; англ. Shawiya, множина від араб. شاويه; мовою шавія «Išawiyen») — одна з етнічних груп берберських народів Алжиру. Населяють більшу частину сходу Алжиру, в основному гірський регіон Орес, розмовляють мовою шавія (ташавит), одній з берберських мов, яку зуміли зберегти, також широко поширений серед шавія алжирський діалект арабської мови.

## Розселення
Шавія населяють гори Оресу, і найближчі до нього регіони (гори і рівнини Белезмі, регіон шоттів і високі рівнини регіону Константіни) тобто більшу частину сходу Алжиру. Чисельність шавія дорівнює 1/3 всіх берберів країни .
У більшості міст і провінцій центру і сходу Алжиру існують шавійські громади, в тому числі в вілаєтах Батна,  Хеншела, Ум-ель-Буакі,  Сук-Ахрас, Біскра, Константіна,  Тебесса, Мсіла,  Гельма, Сетіф, Бордж-Бу-Арреридж,  Аннаба та Міла.

## Господарство
Шавія поряд із землеробством займаються скотарством. На півдні ще багато напівкочівників.

## Культура

Мапа поширення берберських мов у північно-східному Алжирі

Культурний рух Амазіг (КДА) було створено інтелігенцією шавія і є одним з найбільш важливих об'єднань берберів в цілому, не тільки для шавія, але і для інших берберських народів. Його створення відобразило різноманіття берберського руху в усіх галузях Алжиру .
Шавія мусульмани, але зберегли деякі звичаї від язичництва, в тому числі магічні ритуали, які практикують жінки .

### Мова
Шавія розмовляє мовою шавія (ташавит) і на відміну від кабілів, знають і берберську, і арабську мову, що пов'язано з історичним розвитком регіону Орес. Більшість володіє французькою, яку викладають в школах.
Шавія є одною з мов зенетської групи берберо-лівійської сім'ї, вона являє собою тісно пов'язані берберські діалекти регіону Орес і прилеглих до нього районів, включаючи Батну, Хеншелу, Ум-ель-Буакі,  ук-Ахрас,  Тебесси, південь Сетіфу і північ Біскри.

## Історичні постаті
Одними з найбільш видатних шавія теперішнього часу є: президент Ламін Зеруаль (1994 р.), перший міністр Алі Бенфліс (2000 р.), майор Абделькадер Шшабу, Тахар Збірі, генерал-майор Халед Неззар, а також багато інших, котрі обіймали найвищі посади в національній народній армії (ННА).